# Școala eleată
Școala eleată sau Școala din Eleea a fost o școală filosofică presocratică din secolul V î.Hr. Cele mai multe surse îl citează ca întemeiator al școlii pe Parmenide dar sunt și altele care îl citează pe Xenofan din Colofon. Denumirea școlii provine de la colonia Eleea din sudul Italiei, aproape de golful Neapole.
Referindu-se la eleați, Platon nu-l ia în seamă pe Xenofan, ci pe Parmenide. Apoi, s-a spus că Xenofan prin scepticismul, prin teologia lui nu poate fi socotit întemeietor al spiritualității eleatice. Alte surse spun că „începutul învățăturii eleatice vine de la Xenopfanes din Colophon” iar „Parmenide a fost elev al lui Xenopfanes” .
Alți reprezentanți ai școlii sînt Zenon din Eleea și Melissos din Samos.
Pentru eleați nu există nimic altceva decît Existența (to einai) unică, indivizibilă, nenăscută și nepieritoare, omogenă, nemișcată și neexpusă dezvoltării și transformării.
Filosofii din Eleea au fost influențați de pitagorism, ei fiind numiți uneori chiar „bărbați pitagoreici”. Teza lui Xenofan, totul este unu este de proveniență pitagoreică. Însă totul lui Xenofan era considerat în același timp gîndire și rațiune. 
Parmenide se întreabă cum este cu putință să gîndim existentul sau non-existentul? Noutatea în metoda de raționament a lui Parmenide față de predecesorii săi, care intuitiv credeau că un lucru poate fi imposibil de gîndit dar nu încetează să existe, este că Parmenide evidențiază legătura dintre gîndire și existent. Gîndirea este identică cu obiectul gîndirii. Ceea ce nu există nu poate fi gîndit pentru că gîndirea are ca obiect ceva care există.
Zenon, prin metoda reducerii la absurd intenționează să dovedească tezele parmenidiene și își folosește dialectica împotriva celor care explică faptul că dacă ar exista un singur existent, ar rezulta din aceasta multe consecințe ridicole. Negînd realitatea plurității, Zenon arată că ea este contradictorie. (v. Zenon)
Melissos susținea principalele teze eleate și a adus argumente noi în favoarea descrierii parmediene a realității dar cu cel puțin una din caracteristici a intrat în contradicție cu Parmenide. (v. Melissos din Samos)